# HC Mikron Nové Zámky
HC Mikron Nové Zámky je slovenský hokejový klub z města Nové Zámky a byl založen v roce 2011.

## Historie
Na jaře roku 2011 vznikl nový hokejový klub HC Nové Zámky s.r.o., který provozuje seniorský hokej v Nových Zámcích a úzce spolupracuje při výchově mládeže s HK Lokomotíva Nové Zámky. V roce 2011 se ucházeli o účast v 1. hokejové lize, chtěli odkoupit licenci od MHK Dolný Kubín, ve finální fázi řídicí orgán zamítl vstup Nových Zámků do 1. hokejové ligy. Sezonu 2011/12 tak začali v 2. hokejové lize.
Následně se klub na základě povolení od SZĽH přihlásil do mezinárodní soutěže MOL liga. V úvodní sezóně postoupili do playoff, ve kterém se probojovali do semifinále, kde však nestačili nad klubem HSC Csíkszereda. Následující sezonu 2013/14 se stali mistrem MOL Ligy po vítězství ve finále nad rumunským týmem ASC Corona Brašov 4-2 na zápasy. V sezóně 2014/15 se opět probojovali do finále, kde však prohráli nad týmem Miskolci JJSE 4-0 na zápasy.
Úspěch v 2. hokejové lize zaznamenali v ročníku 2014/15, který vyhráli. Po splnění standardních podmínek postoupili do 1. hokejové ligy, nahradili tak sestupující celek MŠHK Prievidza. Před sezónou 2015/16 opustil MOL ligu. V základní části skončili na druhém místě a postoupili do play-off, v play-off vyřadili kluby HC Dukla Senica a MHk 32 Liptovský Mikuláš. Ve finále porazili vítěze základní části HC 46 Bardejov a stali se mistrem 1 hokejové ligy, oba dva kluby postoupily do baráže o nejvyšší soutěž.

## Jednotlivé sezóny
| Slovensko (2011 – ) |                     |        |                  |                                                            |          |           |
| Sezona              | Soutěž              | Úroveň | Umístění v ZČ    | Umístění celkově                                           | Soupiska | Poznámky  |
| 2011/2012           | 2. liga – sk. Západ | 3.     | 6. místo         |                                                            |          |           |
| 2012/2013           | 2. liga – sk. A     | 3.     | 7. místo         |                                                            |          |           |
| 2013/2014           | 2. liga – sk. A     | 3.     | 6. místo         |                                                            |          |           |
| 2014/2015           | 2. liga – sk. A     | 3.     | Zlatá medaile    | O vítězství 2. ligy (výhra 2:1 na zápasy s MHK Humenné)    |          | Postup    |
| 2015/2016           | 1. liga             | 2.     | Stříbrná medaile | Finále (výhra 3:2 na zápasy s HC 46 Bardejov)              | Zde      | Postup    |
| 2016/2017           | Extraliga           | 1.     | 8. místo         | Čtvrtfinále (prohra 1:4 na zápasy s HC 05 Banská Bystrica) | Zde      |           |
| 2017/2018           | Extraliga           | 1.     | 8. místo         | Čtvrtfinále (prohra 0:4 na zápasy s HK Nitra)              | Zde      |           |
| 2018/2019           | Extraliga           | 1.     | 7. místo         | Předkolo (prohra 1:3 na zápasy s HC 07 Detva)              | Zde      |           |
| 2019/2020           | Extraliga           | 1.     | 11. místo        |                                                            | Zde      | Nedohráno |
| 2020/2021           | Extraliga           | 1.     | 9. místo         | Čtvrtfinále (prohra 0:4 na zápasy s HKM Zvolen)            | Zde      |           |
| 2021/2022           | Extraliga           | 1.     | 11. místo        | Ne                                                         | Zde      |           |
| 2022/2023           | Extraliga           | 1.     | 6. místo         | Čtvrtfinále (prohra 1:4 na zápasy s HKM Zvolen)            | [Zde]    |           |
| 2023/2024           | Extraliga           | 1.     | 11. místo        | Ne                                                         | Zde      |           |
| 2024/2025           | Extraliga           | 1.     | 12. místo        | Ne                                                         | [ Zde]   | Sestup    |

### MOL liga
| Ročník    | PK | ZČ | Play-off                                            | Cel. um. | Pozn. |
| --------- | -- | -- | --------------------------------------------------- | -------- | ----- |
| 2012/2013 | 7  | 4. | Semifinále (prohra 0:3 na zápasy s HSC Csíkszereda) | 4.       |       |
| 2013/2014 | 7  | 2. | Finále (výhra 4:2 na zápasy s ASC Corona Brașov)    | 1.       | Vítěz |
| 2014/2015 | 8  | 3. | Finále (prohra 0:4 na zápasy s DVTK Jegesmedvék)    | 2.       |       |